# Етумби
Етумби (фр. Etoumbi) је варош у провинцији Западни Кувет у северозападном делу Републике Конго. Становници града се већином баве ловом у оближњој шуми.
Етумби је у последње време било место четири епидемије Ебола вируса. Верује се да је вирус раширен тако што су мештани јели месо животиња које су проналазили угинуле у шуми. Године 2003. епидемија је однела 120 живота.
Маја месеца 2005. године епидемија поново избија што доводи до претварања града у карантин.